# Suparinpei
Suparinpei (壱百零八手 oppure スーパーリンペイ?, Sūpārinpei o Suparimpei o ancora Suparumpei) è un kata di karate. Tipico dello stile Gōjū-ryū e dello stile Shito-Ryu, da cui passò ad altri stili..

## Storia
Il kata è stato integrato nello stile Naha-te dal maestro Kanryo Higaonna, che ha imparato quando era studente in Cina, il kata proviene da Fuzhou ed il suo nome originale era Pecchurin (百步 连?), però è stato rinominato dal Maestro Chōjun Miyagi.
Nei nostri tempi, sappiamo di quattro versioni del kata Suparinpei praticato nella provincia del Fujian: tre di loro senza riferimento all'uso delle armi, mentre l'altro era praticato con un pugnale nella scuola di Chuan Yong Chun, e questo è chiamato Baagirin.

## Caratteristiche
Si tratta di un kata molto lungo e introduce due modi di calciare, il salto in avanti ed a forma di semicerchio.
Secondo le tradizioni orali, questo kata ha tre livelli: alto, medio e basso, ed è stato quest'ultimo a rimanere mentre gli altri sono andati perduti. Questi tre livelli hanno ancora un senso: infatti il numero 108 deriverebbe dal calcolo 36 x 3. Il 108, numero sacro nel Buddismo sarebbero le inclinazioni malvagie che cercano lo spirito.

## Caratteristiche nello stile Gōjū-ryū
Nel Gōjū-ryū è l'8° dei kata superiori (Kaishuu kata) e il 18° di tutti i kata, pertanto è l'ultimo di tutti i kata. 
È un kata molto lungo, il più lungo del Gōjū-ryū. Si dice che chi abbia una piena padronanza di questo kata, abbia piena padronanza di tutto il Gōjū-ryū.
Di solito viene eseguito per l'esame di cintura nera 5° dan assieme al kata Kururunfa.

## Tecniche del kata nello stile Gōjū-ryū
È considerato una sintesi della scuola Gōjū-ryū. Comincia con Sanchin Dachi e prosegue con tecniche di Mawashi Uke, di calci, di Tobi Geri e di diverse forme di parata. Ad ogni modo le tecniche sono davvero parecchie e di elevato livello.